# Гребцов, Игорь Григорьевич
Игорь Григорьевич Гребцов (23 марта 1923, село Ужур — 25 сентября 2024) — советский и российский журналист, поэт. В годы Великой Отечественной войны — связист (до 1944), военный корреспондент (1944—1946). Член Союза писателей России и Союза журналистов России.

## Биография
Родом из Красноярского края. Родился 23 марта 1923 года в селе Ужур (ныне город), первенец в семье 28-летних Григория Петровича Гребцова и Павлы Васильевны Сиверцевой. Затем родились Екатерина (1925), Валя (1927). Отец — участник Гражданской войны, служил командиром стрелковой роты в армии В. К. Блюхера, после армии работал бухгалтером. Мать по профессии — кассир.
В детстве стал писать стихи, в 1937 году напечатано его первое стихотворение. Состоял в литературном кружке при районной газете «Победа социализма».
В 1938 году Игорь окончил семилетнюю школу и стал работать по семейной стезе — в Госбанке, учеником картотетчика.
С осени 1940 года учился на специальность «учитель начальных классов» в Красноярском педагогическом училище М. Горького.

### Великая Отечественная война
22 июня 1941 года встретил на вечере выпускников второго курса.
В июле весь курс за небольшим исключением направили на военную подготовку под Красноярск на реке Енисей. В августе в здании педучилища разместился госпиталь, а само училище вместе со студентами переведено в Енисейск. В ноябре Игоря призвали в ряды Красной Армии.
Проходил обучение в эвакуированном в Красноярск Киевском военном училище связи. Спустя пять месяцев присвоено звание ефрейтора, и с группой курсантов направлен в 252-ю стрелковую дивизию (к концу войны 252-я Харьковско-Братиславская Краснознамённая орденов Суворова и Богдана Хмельницкого). С сентября 1942 года участвовал в обороне Сталинграда. В октябре во время ночного десанта в районе Грачёвой балки (северо-западнее Сталинграда), получил пулевое ранение в мякоть правой ноги. Лечение проходил в медсанбате. Вернувшись в строй, продолжил участие в боях за Сталинград, после разгрома немцев был 20-дневный отдых в городе, а потом дивизию направили на пополнение в Воронежскую область. 5 июля 1943 года началось наступление в боях на Курской дуге, освобождение Харькова, форсирование Днепра. В январе 1944 года сражался в боях Корсунь-Шевченковской операции.
С февраля 1944 года военкор дивизионной газеты «Боевая красноармейская». Вместе с армией продолжил боевой путь по территориям Правобережной Украины, Молдавии, Румынии, Венгрии. На венгерской земле в конце марта 1945 года получил второе ранение, осколком в голову. Лечение тяжёлого ранения велось в армейских полевых госпиталях в Будапеште и Братиславе. Выписался из госпиталя 11 мая.
Назначен ответственным секретарём газеты «Вперёд» 297-й Славянско-Кировоградской Краснознамённой стрелковой дивизии. Демобилизовался из армии в августе 1946 года.
Из наградного листа:
| «За время пребывания в 176 ОРС с 05.08.1942 г. проявил себя как стойкий, дисциплинированный и волевой младший командир. Особо отметился в боях за высоту 130,7 Донского фронта, обеспечивая связь на НП командирам дивизии. Под сильным артиллерийским и миномётным огнём противника и бомбардировки авиации с воздуха — рискуя ежеминутно жизнью — устранял повреждения на линии в течение двух суток без отдыха 19-го и 20-го октября сего года, в результате чего связь на НП работала бесперебойно. 20-го октября сего года под сильным нападением авиации противника, сильным артиллерийским и миномётным огнём связь на НП была прервана в 7 местах; дежурящие телефонисты на НП за время бомбардировки разбежались и только благодаря смелости и отваге товарища Гребцова, который собрал телефонистов, посадил за работу, а сам вышел на направление линии. Замеченный противником, который открыл по нему ураганный огонь пулемётного и миномётного обстрела. Несмотря на это товарищ Гребцов наладил связь и возвратился на НП продолжать нести дежурство у телефона. Представляется к награде медалью „За боевые заслуги“.» |

Из наградного листа:
| «Сержант Гребцов, работая в должности помощника начальника телефонной станции в штабном взводе, к работе относится с желанием. За весь период участия на фронтах Отечественной войны Гребцов всегда выполняет работы ответственные и важные. Неоднократно он участвовал в десанте в тыл врага, давая связь в самых трудных условиях. 1 октября 1943 года в районе о. Кочугуроватый давалась проволочная связь черед Днепр, в этой операции участвует Гребцов, и только лодка достигла правобережной Украины, как он начал развёртывать узел связи, устанавливать коммутатор. Не взирая на артиллерийский, миномётный и ружейный обстрел, узел свиязи в песчаной щели жил и работал. Больше суток Гребцов, не отходя от коммутатора, дежурил и сменился только тогда, когда пребыла смена и связь работала бесперебойно. Товарищ Гребцов достоин представления к правительственной награде — ордену Богдана Хмельницкого 3 степени (Награждён орденом Красной Звезды).» |

Из наградного листа:
| «Младший лейтенант Гребцов Игорь Григорьевич за время работы в редакции газеты „Боевая красноармейская“, с марта 1944 г. показал себя энергичным, бесстрашным и умелым журналистом-фронтовиком. Повседневно общаясь с рядовыми, сержантами, он проводит большую работу с военкорами, оказывает помощь партполитработникам в деле выпуска „Боевых листков“. Систематически бывая в батальонах и ротах во время боёв, он оперативно освещает в газете героические дела воинов. Когда 25 августа бронебойщик Фёдор Шабашев в бою у переправы через Прут подбил 3 немецких танка и три орудия, материал об этом подвиге бронебойщика был доставлен Гребцовым в тот же день и читатели уже читали об этом в газете. Таких примеров много. 26 августа, когда редакция газеты „Боевая красноармейская“ находилась в отдельных домиках возле села, в поле показалась большая группа немцев, идущая цепью на эти домики, с целью прорваться к Пруту. В предпринятом силами редакции и с помощью отдельных бойцов, случайно оказавшихся вблизи отражения попытки немцев, Гребцов показал настоящую воинскую доблесть. Он руководит действиями одной и трех групп. С группой в 4 человека он стремительно достиг кукурузных полей, где находились немцы и атаковал их с фронта. Немецкий офицер ранил одного нашего бойца, но тут же сам офицер был убит Гребцовым. Пользуясь высокой кукурузой, которая скрывала действительно небольшое количество его группы, Гребцов продолжил атаку в сочетании с фланговыми группами остальных двух групп. В результате этой схватки 17 немцев было убито и несколько ранено. Оттеснённые на открытое место остальные 32 гитлеровца были обезоружены и захвачены в плен. Оружие немцев — автоматы, винтовки, пистолеты, штыки и много гранат были сданы в часть. Достоин награждения орденом „Отечественная война 2-й степени“». |

### Дальнейшая деятельность
Редактор многотиражной газеты Красноярского машиностроительного завода «Сталинец», с 1952 по 1959 год — редактор Красноярского книжного издательства, с 1961 по 1975 год — собственный корреспондент газеты «Советская Россия» сначала по Дальнему Востоку, затем по Поволжью, 15 лет проработал инструктором отдела писем ЦК КПСС.
Заочно окончил Литературный институт при Союзе писателей СССР, факультет журналистики Высшей партийной школы при ЦК КПСС.
В 1989—1993 годах — ответственный секретарь еженедельной газеты «Ветеран».
С 1993 по 2010 год занимался подготовкой и изданием сборника «Живая память». В нём фронтовики, писатели и журналисты, рассказывали о своём участии в Великой Отечественной войне и публиковали очерки о своих боевых товарищах.
Принимал участие в ветеранском движении Москвы, печатался в газетах «Правда», «Красноярский рабочий», «Ветеран».
Скончался 25 сентября 2024 года на 102-м году жизни.

## Награды
- ордена: Отечественной войны 1-й и 2-й степени, Красной Звезды, Дружбы народов;
- медали: «За боевые заслуги», «За трудовую доблесть», «За оборону Сталинграда», «За взятие Будапешта», «За взятие Вены», «Ветеран труда» и другие;
- памятные знаки.

## Сочинения
Автор многих книг стихов и очерково-документальной прозы.
- Наша стрелковая: ветераны 252-й дивизии вспоминают / сост. И. Г. Анисимов, А. К. Годовых, И. Г. Гребцов. — 2-е изд., перераб. и доп.. — Пермь: Пермское кн. изд-во, 1987. — 284 с.
- Эх дороги фронтовые, или от Сталинграда до Праги : Игорь Гребцов. — Москва : Патриот, 2007. — 285, [2] с., [16] л. ил., портр., факс.; 24 см; ISBN 5-7030-0966-9
- Война меня не отпускает [Текст] : стихи ; Соки Земли : этюды / Игорь Гребцов. — Москва : Патриот, 2011. — 195, [4] с. : ил.; 21 см; ISBN 978-5-7030-1048-8
- Солдаты мира [Текст] : [Стихи] / Игорь Гребцов. — [Красноярск] : Краснояр. краев. изд-во, 1951. — 84 с.
- Любовь моя, Россия [Текст] : книга о моём седом уходящем поколении / Игорь Гребцов. — Москва : Патриот, 2014. — 331, [4] с. : ил., портр.; 25 см; ISBN 978-5-7030-1111-9 : 1000 экз
- Избранные стихи и проза / Игорь Гребцов. — Москва : У Никитских ворот, 2023. — 279 с.; 21 см; ISBN 978-5-00170-771-4 : 500 экз.
- Костры у дорог [Текст] : [Стихи]. — Красноярск : Кн. изд-во, 1958. — 108 с.
- Огни будущего [Текст]. — Красноярск : Кн. изд-во, 1961. — 35 с.
- Секретарь райкома [Текст] : Очерк [о секретаре Ширинского райкома КПСС А. А. Лысых]. — Красноярск : Кн. изд-во, 1957. — 24 с.
- Судьба Пименовых [Текст] : Очерк. — Красноярск : Кн. изд-во, 1958. — 23 с.
- Утро на Енисее [Текст] : [Стихи]. — Красноярск : Кн. изд-во, 1954. — 120 с
- Гребцов, Игорь Григорьевич. Уходил на войну сибиряк…; Баллада о санинструкторе / И. Гребцов. — Текст : непосредственный // Красноярский рабочий. — 2000. — 24 мая. — С. 3
- Гребцов, Игорь Григорьевич. Моя Красноярская ГЭС : [об истории перекрытия реки Енисей (Красноярский край)] / Игорь Гребцов. — Текст : непосредственный // Красноярский рабочий : краевая общественно-политическая газета. — Красноярск : Редакция газеты «Красноярский рабочий», 2013. — № 46 (27 апреля). — С. 12

### Соавторство, редактура
- Незабываемое : воспоминания участников революционных событий в Красноярском крае (1917—1920 гг.) / [ред. И. Г. Гребцов]. — Красноярск : Красноярское книжное издательство, 1957. — 223, [1] с.
- Борисова, Майя Ивановна. Лирические стихи / Майя Борисова. — Красноярск : Красноярское книжное издательство, 1957. — 11, [1] с.
- Борисова, Майя Ивановна. На первом перевале : стихи / Майя Борисова. — Красноярск : Красноярское книжное издательство, 1958. — 69 с., [2] л. ил. с.
- Каратаев, Григорий Григорьевич. В строю : стихи / Г. Каратаев; [ред. И. Гребцов; обл. и титул худож. Р. Знаменщиковой]. — Красноярск : Красноярское книжное издательство, 1958. — 55 с.
- Рождественский, Игнатий Дмитриевич. Родные просторы : очерки / И. Д. Рождественский; [ред. И. Гребцов; обл. и титул В. Федотов]. — Красноярск : Красноярское книжное издательство, 1954. — 113, [2] с.
- На фестиваль : сборник стихов и рассказов молодых авторов / [ред. И. Гребцов]. — Красноярск : Красноярское книжное издательство, 1957. — 57, [2] с.
- Навеки вместе : к 250-летию добровольного присоединения Хакасии к России / [сост. Л. И. Лившиц; ред. И. Г. Гребцов; худож. Р. И. Знаменщикова]. — Красноярск : Красноярское книжное издательство, 1958. — 123, [3] с. Из содержания:
- Варыгин, Яков Никитович. На путях к подъёму : (литературная запись И. Гребцова) / Я. Варыгин. — Красноярск : Красноярское книжное издательство, 1955. — 38 с.
- Саражаков, Николай Ильич. Воспитание передовиков животноводства / Н. И. Саражаков; (литературная обработка И. Гребцова). — Красноярск : Красноярское книжное издательство, 1955. — 56 с.
- Семенов, Лев Владимирович. Красноярский уголь / Л. В. Семенов; [ред. И. Гребцов]. — Красноярск : Красноярское книжное издательство, 1956. — 39, [1] с.

### В книгах
- Писатели Красноярского края : библиографический указатель. — Красноярск : [б. и.], 1994 — . Т. 1 / Гос. универс. науч. б-ка Краснояр. края. — [1994]. — 339 с.
- Литераторы Енисея: от истока до устья : второе десятилетие XXI века : биографический и библиографический справочник. — Красноярск : Новый Енисейский литератор, 2015. — 211, [5] с.
- Писатели Енисейской губернии и Красноярского края : справочник / Гос. универ. науч. б-ка Краснояр. края. — Красноярск : РАСТР, 2015. — 312, [7] с.
- Журналисты России. XX—XXI : справочно-энциклопедическое издание / [редакционный совет: сопредседатели: В. Л. Богданов, Г. П. Мальцев; гл. ред. Н. Н. Михайлов]. — Москва : Журналист, 2013. — 998 с.
- Писатели Енисейской губернии и Красноярского края : справочник / Гос. универ. науч. б-ка Краснояр. края. — Красноярск : РАСТР, 2015 (ГУНБ, 2020).

### В статьях
- И. Вершинин. О творчестве И. Гребцова https://denliteraturi.ru/article/6491
- Гребцов И. Г. Интервью газете "Завтра".https://zavtra.ru/blogs/101-letnij_poet-frontovik_igor_grebtcov_stalin_spas_rossiyu_
- Касаткин, Василий Анатольевич. Дорогой памяти к подвигу : [о книге красноярского писателя Игоря Гребцова «Эх, дороги фронтовые»] / Василий Касаткин. — Текст : непосредственный // Красноярский рабочий. — Красноярск, 2007. — 2 октября № 147. — С. 4 (2)
- Игорь Гребцов : [о поэте, журналисте, ветеране Великой Отечественной войны — Игоре Григорьевиче Гребцове]. — Текст : непосредственный // Новый Енисейский литератор : альманах прозы, поэзии, публицистики. — Красноярск, 2013. — № 2. — С. 51-54
- Гребцов, Игорь Григорьевич. «Книга ещё скажет свое слово» : [интервью с членом Союза писателей России и Союза журналистов, редактором Красноярского книжного издательства Игорем Григорьевичем Гребцовым о судьбе книги в цифровую эпоху] / подгот. Анастасия Мельникова. — Текст : непосредственный // Городские новости : муниципальная газета. — Красноярск : ИЦ «Городские новости», 2014. — № 26, 20 февраля. — С. 3
- Толстая А. Стихи молодых поэтов : [И. Гребцова, Г. Сысолятина, Г. Пономарева, И. Верюгина] / А. Толстая, канждидат филологических наук. — Текст : непосредственный // Енисей : литературно-художественный и краеведческий журнал красноярских писателей. — Красноярск : Красноярская писательская организация, 1955. — № 16. — С. 197—203
- Никитина Л. «Костры у дорог» : [о сборнике стихов Игоря Гребцова] / Л. Никитина. — Текст : непосредственный // Енисей : литературно-художественный и краеведческий журнал красноярских писателей. — Красноярск : Красноярская писательская организация, 1959. — № 24. — С. 134—135
- Санкина, Яна. Поэт с берегов Ужурки : [о поэте-фронтовике Игоре Григорьевиче Гребцове] / Яна Санкина; Т. А. Шевченко. — Текст : непосредственный // Сибирский хлебороб (Ужурский район) : общественно-политическая газета Ужурского района. — Ужур, город (Красноярский край) : Редакция газеты «Сибирский хлебороб», 2018. — № 19(3 мая). — С. 17